# Rustam Minnijánov
Rustam Nurgalíevich Minnijánov (en ruso: Рустам Нургалиевич Минниханов; en tártaro: Рөстәм Нургали улы Миңнеханов; en alfabeto latino: Rostam Nurğäli Uli Miñnexanov [rœstæm ˌ nurɣæli ulɯ mi ˌ ŋɘxʌnəf]) nació el 1 de marzo de 1957 en Novy Arysh, República Socialista Soviética Autónoma Tártara, hoy República de Tartaristán Es un político tártaro y el segundo y actual presidente de la República de Tartaristán, uno de los sujetos federales de Rusia.

## Vida personal
Minnijánov nació en el seno de la una familia tártara en el pueblo de Novy Arysh, raión Rybno-Slobodski en la RSSA Tártara.
Se graduó en la Universidad Estatal Agrícola de Kazán en 1978 y como ingeniero mecánico por correspondencia en el Instituto de Comercio Soviético como un experto en los productos básicos en 1986. Es doctor en ciencias económicas.
Minnijánov está casado y es padre de dos hijos. Su hijo Irek Minnijánov murió en el accidente del Vuelo 363 de Tatarstan Airlines, el 17 de noviembre de 2013.
También es piloto de automovilismo, donde compite en rallycross, rally raid y autocross, entre otros.

## Presidente de Tartaristán
El Parlamento tártaro aprobó el primer ministro Rustam Minnijánov para el puesto de presidente de la república. Minnijánov presentó su candidatura para la revisión del presidente de Rusia, Dmitri Medvédev.
Votaron a favor del nuevo presidente de Tatarstán los 94 diputados que participaron en la sesión del parlamento.
Minnijánov comenzó sus funciones el 25 de marzo de 2010, cuando finalizó la legislatura de Mintimer Shaimíev.
El 22 de enero, Shaimíev pidió al presidente de la Federación de Rusia (Dmitri Medvédev) que no considerara su candidatura para la elección del nuevo presidente de Tataristán.  El presidente de la Federación explicó su decisión por el deseo de abrir el camino a la nueva generación de políticos. Shaimíev ocupaba el puesto de presidente de Tataristán desde 1991.
Rustam Nurgalíevich Minnijánov comenzó su trabajo en el gobierno de Tataristán en 1996 como ministro de finanzas, y al cabo de dos años se convirtió en primer ministro de la república. En el parlamento de Tatarstán se lo conoce como “un gran dirigente económico”, y  como un gran seguidor de Shaimíev.